# Metagrion fornicatum
Metagrion fornicatum is een libellensoort uit de familie van de Argiolestidae, onderorde juffers (Zygoptera).
De wetenschappelijke naam van de soort is voor het eerst geldig gepubliceerd in 2007 als Argiolestes fornicatus door Theischinger & Richards.